# Xã Harrison, Quận Boone, Indiana
Xã Harrison (tiếng Anh: Harrison Township) là một xã thuộc quận Boone, tiểu bang Indiana, Hoa Kỳ. Năm 2010, dân số của xã này là 704 người.